# Hieronymus Bosch (Band)
Hieronymus Bosch war eine Progressive-Death-Metal-Band, die im November 1993 in Moskau gegründet wurde.

## Geschichte
Die Band wurde im November 1993 von Vsevolod Gorbenko (Gesang, E-Bass, Keyboard), Vladimir Leiviman (E-Gitarre), Oleg Levkovich (E-Bass) und Pavel Bogoroditsky (Schlagzeug) gegründet. Am 25. Dezember 1993 spielte die Band ihre erste Demo ein und absolvierte nach der Aufnahme der Demo einige Live-Auftritte.
Die erste Studio-Demo, welche aus sechs Lieder bestehen sollte, wurde im Juli 1994 aufgenommen und trug den Namen Petra Scandali. Im Herbst desselben Jahres erschien das Lied The Apogee von der Demo Petra Scandali auf Thrash Tvoyu Mat' – Part 1, einer Metal-Kompilation, auf CD. Infolgedessen wurden noch weitere Lieder von Petra Scandali auf verschiedenen Kompilationen verwendet.
Die Band spielte weitere sechs Monate auf Konzerten und probte, um sich für das erste Studioalbum vorzubereiten. Im Januar 1995 begab sich die Band dann in das Aria Records Studio, um innerhalb von zwei Wochen das Album The Human Abstract fertigzustellen. Da die Band Schwierigkeiten hatte, ein geeignetes Label für The Human Abstract zu finden, erschien das Album erst im Herbst 1995, bei dem Label KTP / Soyuz. Aufgrund der hohen Verkaufszahlen des Albums, konnte Hieronymus Bosch nun beginnen verstärkt Konzerte zu spielen.
Anfang 1996 begann Hieronymus Bosch mit den Arbeiten an neuem Material. Diese wurden durch den Ausstieg des Gitarristen Vladimir Leiviman unterbrochen, welcher eine Art Führungsposition in der Band innehatte. Im Sommer 1998 fanden sich die Bandmitglieder wieder zusammen, um den Versuch zu starten, eine EP aufzunehmen. Dies gelang der Band jedoch nicht, da der Schlagzeuger Pavel Bogoroditsky im Juli 1998 verstarb. Die Band beschloss daraufhin, sich aufzulösen, da Bogoroditsky ein enger Freund aller gewesen war.
Im Juni 2003 fand sich die Band erneut zusammen. Neuer Schlagzeuger war Andrey Ischenko (End Zone, Symbol, Scrambled Defuncts, Catharsis). Die Band war im Frühling 2004 wieder auf der Bühne.
Im Jahre 2005 wurde das Debütalbum The Human Abstract mit zwei Bonustiteln wiederveröffentlicht. Im selben Jahr erschien auch das neue Album Artificial Emotions. Beide Alben erschienen bei CD-Maximum.
2008 wurde das nächste Album Equivoke bei CD-Maximum veröffentlicht.
Im April 2010 löste sich die Band dann endgültig auf.

## Stil
Charakteristisch für den Klang der Band war ihre spezielle Spielform des Death-Metal, die progressive und technische Elemente miteinander vermischte. Stilprägend für die Band war auch die extrem aggressive Spielweise, die jedoch immer wieder von ruhigeren Passagen unterbrochen wurde. Die Stücke bewegen sich dabei auf einem hohen, sehr komplexen Niveau.

## Diskografie
- 1994: Petra Scandali (Demo)
- 1995: The Human Abstract (LP, KTP / Soyuz)
- 2005: The Human Abstract (LP, Wiederveröffentlichung mit Bonustiteln, CD-Maximum)
- 2005: Artificial Emotions (LP, CD-Maximum)
- 2008: Equivoke (LP, CD-Maximum)